# Danka
Danka je lahko tudi prebivalka Danske.
Rektum ali danka (latinsko rectum) je del prebavne cevi med debelim črevesom in zadnjikom, dolg okoli 12 cm in približno enako širok kot esasto debelo črevo, razen pred koncem, kjer je razširjen v rektalno ampulo. Rektum je mesto prehodnega postanka blata pred izločitvijo.